# Клітки батарейного типу
Батарейні клітки — це система утримання, яка використовується для різних способів тваринництва, але в першу чергу для курей-несучок. Назва походить від розташування рядків і стовпців однакових кліток, з'єднаних разом, як у артилерійській батареї. Хоча цей термін зазвичай застосовується для птахівництва, подібні системи кліток використовується і для інших тварин. Батарейні клітки породили суперечки між прихильниками добробуту тварин та промисловими виробниками.

## Клітки батарейного типу на практиці
Клітки батарейного типу є переважаючою формою утримання курей-несучок у всьому світі. Вони обмежують рух, запобігають багатьом природним поведінкам курей та збільшують частоту остеопорозу. Станом на 2014 рік приблизно 95 % яєць у США виробляли у батарейних клітках. У Великій Британії статистика Департаменту з питань навколишнього середовища, продовольства та сільського господарства (Defra) вказує на те, що 50 % яєць, вироблених у Великій Британії протягом 2010 року, були з кліток (45 % від курей вільного вигулу, 5 % з вольєрів).

### Заборона ЄС на утримання курей у клітках
Директива Ради Європейського Союзу 1999/74/ЄС заборонила звичайні батарейні клітки в ЄС з січня 2012 року з міркувань добробуту. Це призвело до значного зменшення кількості яєць з батарейних кліток у ЄС.
Заборона на батарейні клітки в 2012 році була проголосила кінець кліткам батарейного типу у Європі, проте вона створила широко поширене помилкове уявлення про те, що всі кури-несучки у Великій Британії зараз є або птахами вільного вигулу, або вольєрними. Це не так; хоча батарейні клітки є незаконними, фермери обходять заборону, забезпечивши трохи більші клітки «покращеннями», наприклад, сідалом. Такі умови зараз називаються «екс-клітковим груповим утриманням курей».

### Інші тварини, що утримуються у клітках
Батарейні клітки також використовуються для норок, кроликів, шиншил та лисиць у хутровій промисловості, а останнім часом і для азійських мусангів у виробництві кави Копі Лувак. 

## Історія

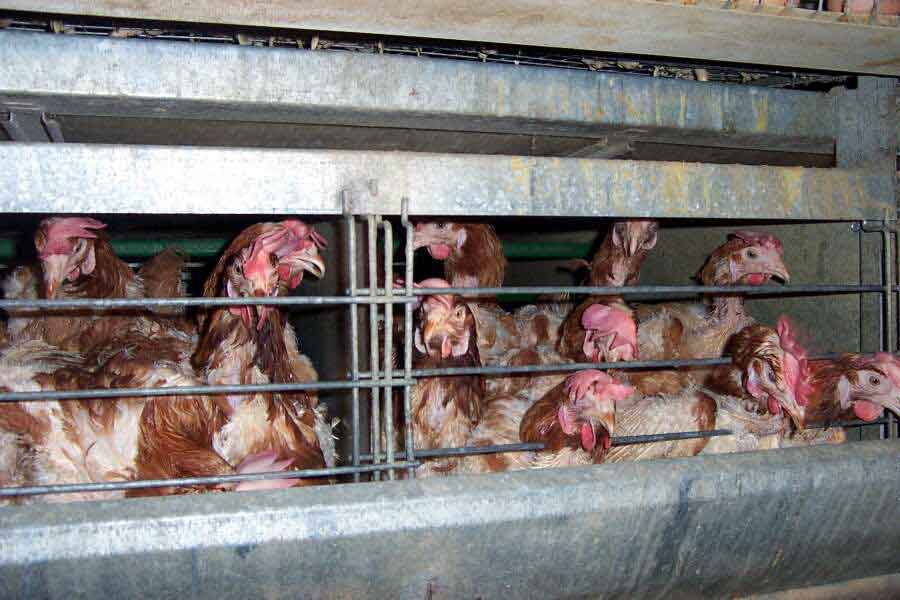
Кури багатомісних батарейних клітках.

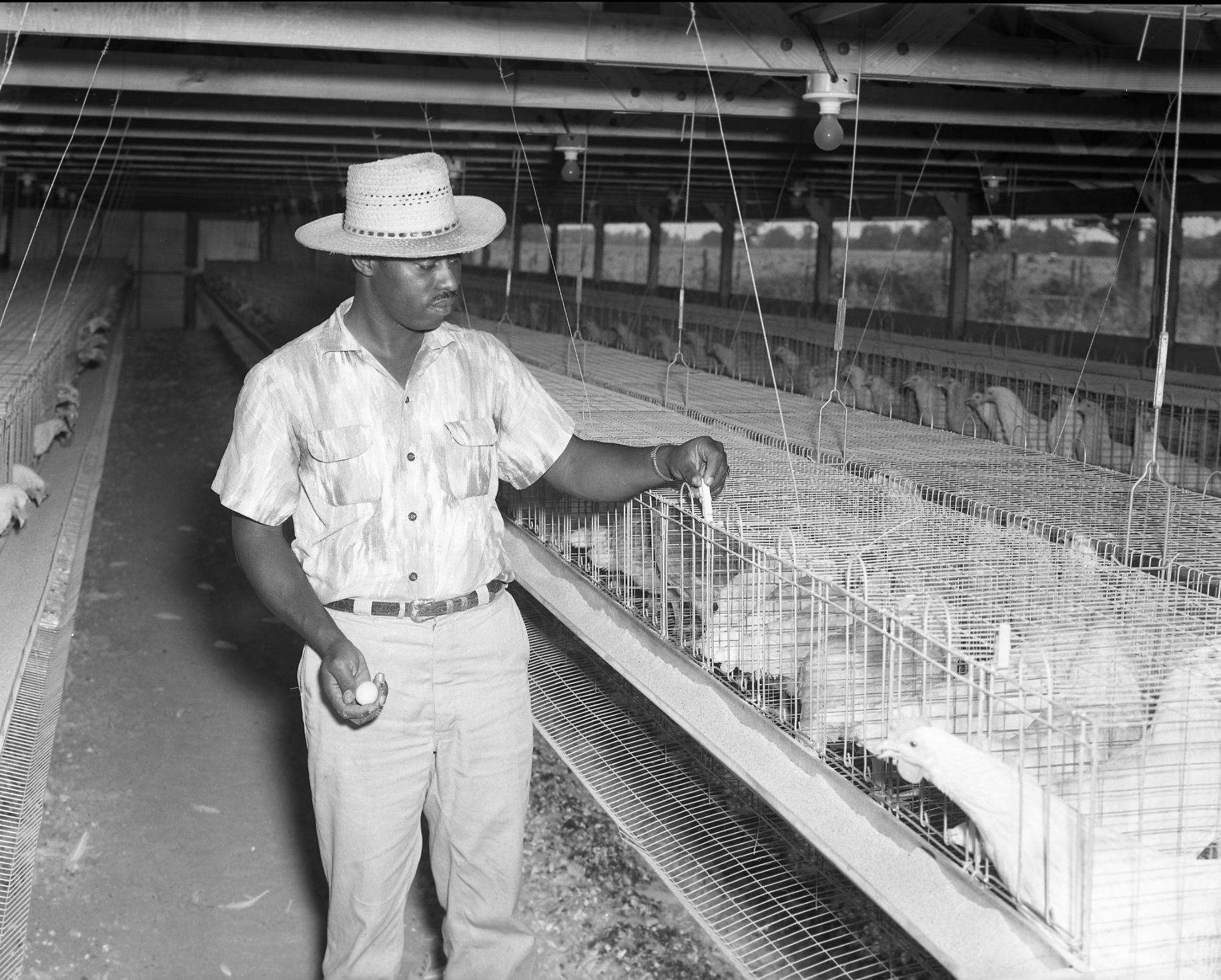
Курник з 1950-х

Перші згадки про батарейні клітки з'являються в книзі Мілтона Арндта «Battery Brooding» 1931 року, де він повідомляє, що його стадо курей в клітках було здоровішим і мало більше яєць, ніж його звичайне стадо. На цьому ранньому етапі батарейні клітки вже мали похилу підлогу, яка дозволяла яйцям котитися до передньої частини клітки, де їх легко збирав фермер і вони були поза досяжністю курей. Арндт також згадує про використання конвеєрних стрічок під клітками для видалення гною, що забезпечує кращу якість контролю повітря та зменшує розмноження мух.
Оригінальні батарейні клітки розширили технологію, використовувану в батарейних брудерах, що представляли собою клітки з дротяною сітчастою підлогою та інтегральними нагрівальними елементами для висиджування курчат. Підлога з дроту дозволила гною стікати вниз, прибравши його від пташенят і знизивши ризик захворювань, що з'являлись через гній.
Перші батарейні клітки часто використовувались для селекції курей за ознаками продуктивності, оскільки легко відстежити, скільки яєць відкладає кожна курка, якщо в клітку поміщено лише одну. Пізніше це поєднувалося зі штучним заплідненням, тож завдяки такій техніці стало відоме батьківство кожного яйця. Цей метод використовується і сьогодні.

Ранні звіти Арндта про батарейні клітки були сповнені ентузіазму. Арндт повідомляв: 
 Ця форма батарейних кліток набуває широкого застосування по всій країні і, очевидно, вирішує ряд проблем, що виникають з курами-несучками, що несуться у звичайних курниках на підлозі. 
 У першому виданні цієї книги я розповів про свою експериментальну роботу з 220 молодими курами, які утримувались протягом року в окремих клітках. Наприкінці цього року було встановлено, що птахи, які утримуються в батарейних клітках, споживають менше корму, ніж ті, що живуть на підлозі, і це, в поєднанні зі збільшеним виробництвом зробило їх прибутковішими, ніж така ж кількість курей у звичайному курнику. 
 Ряд прогресивних птахівників зі всіх Сполучених Штатів та деяких інших країн співпрацювали зі мною в проведенні експериментальних робіт з цим типом батарейних кліток, і кожен з них був дуже задоволений отриманими результатами. Насправді, частина з них вже помістила цілі поголів'я несучок у батарейні клітки. 
 У 1967 році Семюель Дафф запатентував «батарейні клітки» в патенті US3465722.
Використання батарейних кліток поступово збільшувалося, стаючи домінуючим методом до інтеграції яєчної промисловості в 1960-і роки. Використання батарейних кліток піддавали критиці в знаковій книзі Рут Гаррісон «Тварини-машини», опублікованій у 1964 році.

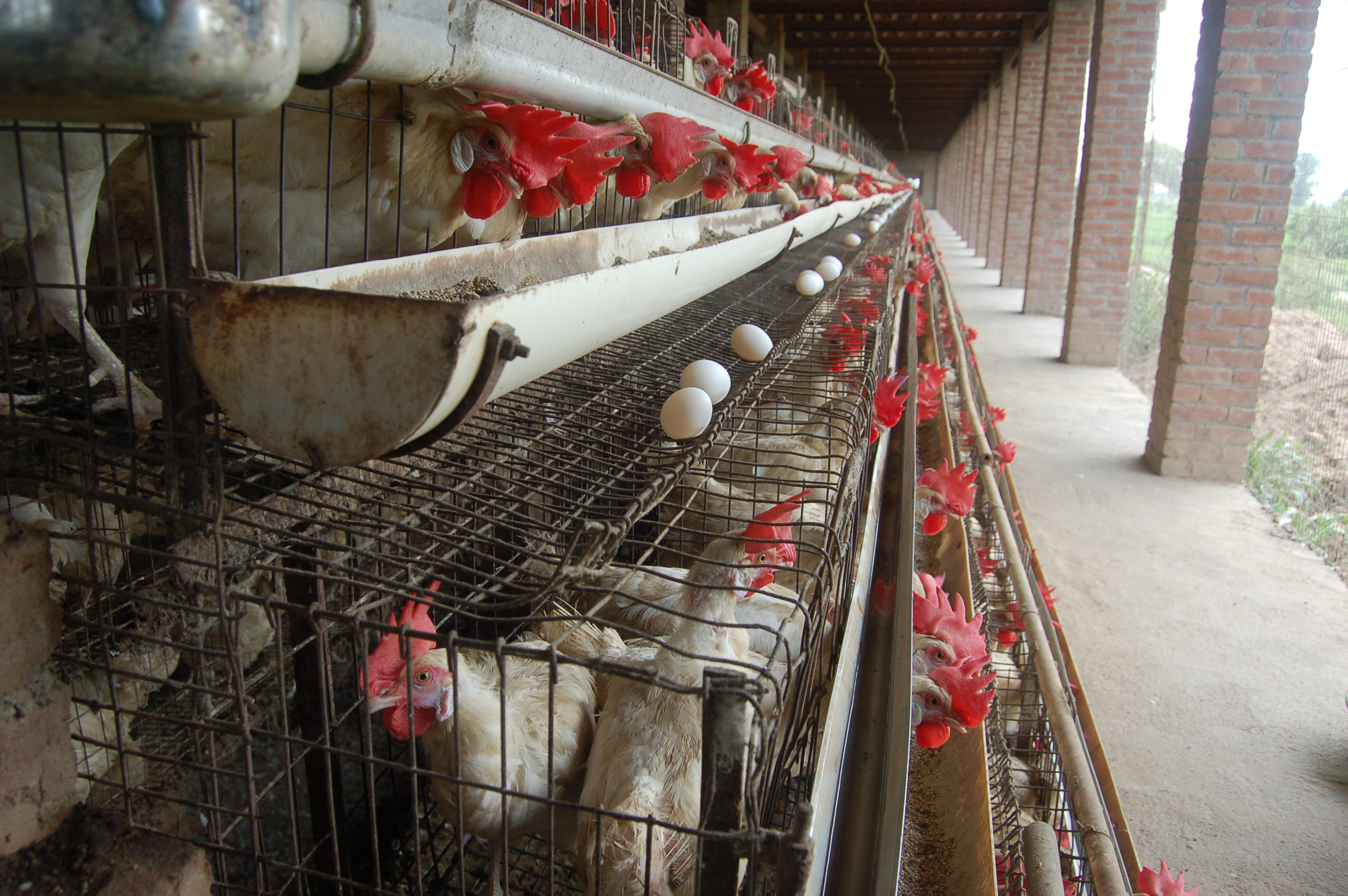
Проста батарейна клітка без транспортерів для корму та яєць

У 1990 році Норт та Белл повідомили, що 75 % усіх комерційних несучок у світі та 95 % у Сполучених Штатах утримуються у клітках.
Судячи з усього, спорудження кліток для несучок обходиться дорожче, ніж щільно їх розміщувати на підлозі, але клітки дешевші в експлуатації, якщо розраховані на мінімізацію робочої сили.
Норт і Белл повідомляють про наступні економічні переваги кліток для несучок:
1. За курми легше доглядати; жодна птаха не опиняється під ногами.
2. Немає яєць на підлозі.
3. Яйця чистіші.
4. Прискорене вилучення відбракованих тварин.
5. У більшості випадків для отримання яєць потрібно менше корму.
6. Зникає інстинкт насиджування.
7. На певній площі курника може бути розміщено більше курей.
8. Зникають ендопаразити.
9. Вимоги до догляду, як правило, значно скорочуються.[13]

Вони також наводять недоліки батарейної клітки:
1. Поводження з гноєм може бути проблебним.
2. Загалом, мухи стають більшою прикрістю.
3. Інвестиції на одну курку бути вищими, ніж у випадку розміщення на підлозі.
4. Дещо більший відсоток плям крові в яйцях.
5. Кістки більш крихкі, і переробники часто знижують ціну птиці.[13]

Недоліки 1 і 2 можуть бути усунені конвеєрами для гною, проте деякі промислові системи не мають транспортерів для гною.

## Законодавство
Докладаються зусилля для заборони батарейних кліток у країнах по всьому світу, включаючи Бутан, Індію, Бразилію, Коста-Рику та Мексику.

### Австралія
Спроби зміни законодавства стали предметом суперечок; RSPCA Австралія офіційно проводить кампанію за скасування як батарейних, так і кліток з поліпшеними умовами утримання та забороються нити прож яєць уз кліток з моменту перегляду Кодексу про птицю 2001 року. «Кодекс практики 2009 року» дозволяє використовувати батарейні клітки. Письмове зобов'язання Федерального уряду переглянути цю практику було заплановано на 2010 рік; подальших комунікацій не було. Упродовж 2013 року уряд штату Тасманія планував поступово відмовитись від батарейних кліток та внести в бюджет отримання фінансової компенсації постраждалим фермерам, але ця ініціатива була знята після виборів 2014 року.
Австралійська столична територія заборонила батарейні клітки на початку 2014 року. Партія Зелених зобов'язалась також юридично заборонити їх наприкінці 2014 року у штаті Вікторія. У 2019 році член законодавчої ради Нового Південного Уельсу Емма Герст створила та очолила Парламентське розслідування щодо використання батарейних кліток для курей у виробництві яєць. У запиті рекомендовано чітко маркувати усі харчові продукти, що містять яйця від курей в клітках, на користь споживачів, а також відмовитись від кліток батарейного типу у Новому Південному Уельсі.

### Бутан
Бутан заборонив клітки батарейного типу у 2012 році.

### Канада
У лютому 2016 року 90 % курей-несучок у Канаді проживали у батарейних клітках. Того місяця переговори між виробниками яєць, організаціями, які піклуються за добробут тварин, та урядом призвели до мораторію на будівництво нових батарейних кліток з 1 квітня 2017 року та поступового 15-річного відходу від батарейних кліток до покращених кліток або безкліткових систем до 2036 року. Активістська група Mercy for Animals зраділа оголошеному припиненню, але назвала такий розклад «просто кричущим» і стверджувала, що потрібно більше терміновості; деякі виробники їжі, такі як Cara Foods, Tim Hortons, Burger King, МакДональдз, Wendy's, Starbucks та Subway, оголосили, що відмовляться від яєць з клітки набагато раніше, ніж до 2036 року.

### Європейський Союз
У 1999 р. Директива Ради Європейського Союзу 1999/74/ЄС повністю заборонила звичайні батарейні клітки в ЄС з 2012 року після 12-річного перехідного періоду. У своєму звіті за 1996 рік Науково-ветеринарний комітет Європейської комісії (SVC) засудив батарейні клітки, зробивши висновок: 
 «Очевидно, що через малі розміри та убоге наповнення батарейна клітка, яка використовується зараз, має суттєві недоліки для добробуту курей». 
 Директива ЄС дозволяє використовувати «збагачені» або «покращені» клітки. Відповідно до директиви, покращені клітки повинні бути не менше 45 см у висоту і повинні забезпечити кожну курку площею не менше 750 см²; 600 см² з неї має бути «корисною площею» — решта 150 см² — це ящик для гнізд. Клітка також повинна містити підстилку, сідало та «пристрої для укорочення кігтів». Деякі організації захисту тварин, такі як Співчуття у світовому господарстві, критикували цей крок, закликаючи забороняти покращені клітки, оскільки вони вважають, що вони не забезпечують значних або гідних покращень для добробуту у порівнянні зі звичайними батарейними клітками.
Німеччина заборонила звичайні батарейні клітки з 2007 року, на п'ять років раніше, ніж цього вимагає Директива ЄС, та заборонила збагачені клітки з 2012 року. Махі Клостерхальфен із Фонду Альберта Швейцера відіграє важливу роль для стратегічної кампанії проти батарейних кліток у Німеччині.

### Індія
У 2013 році Рада з питань добробуту тварин Індії дійшла висновку, що батарейні клітки порушують розділ 11(1)(е) Закону 1960 року Про запобігання жорстокості до тварин, і видала рекомендації для урядів всіх штатів, вказуючи, що батарейні клітки не повинні використовуватись, а ті, що існують, повинні вийти з експлуатації до 2017 року. Таке тлумачення підтримали декілька штатів та було підтверджено декількома судами, такими як Верховний суд Пенджабу та Хар'яни (березень 2014 р.) та Вищий суд Делі. Однак було виявлено, що деякі батарейні клітки продовжують працювати нелегально після 1 січня 2017 року.

### Нова Зеландія
7 грудня 2012 року, як частину нового кодексу добробуту для птахівництва, уряд Нової Зеландії застосував заборону на будівництво нових батарейних кліток і розпочав 10-річне припинення дії всіх батарейних кліток у країні до 2022 року. Як проміжна мета, до 2018 року було 45 % батарейних кліток було закрито.

### Норвегія
У квітні 2010 року норвезька мережа продуктових магазинів Rema 1000 вирішила припинити продаж яєць як з батарейних, так і з «покращених» кліток до 2012 року, що збігається із запланованою у всьому Євросоюзі забороною на батарейні клітки. Норвезьке законодавство дотримувалося законодавства ЄС, а 1 січня 2012 року також забороняло батарейні клітки (у норвезькій мові їхназивають tradisjonelle bur або традиційними клітками), що зробило «покращені» клітки (у норвезькій мові відомі як « miljøbur» або «екологічні клітки») мінімальною вимогою законодавства. Ще кілька галузевих груп вирішили добровільно відмовитись від покращених кліток, такі як NorgesGruppen до 2019 року та Nortura до 2024 року. В той же час у квітні 2017 року Партія зелених запропонувала заборонити покращені клітки по всій країні до 2025 року.

### Швейцарія
Швейцарія заборонила батарейні клітки з 1 січня 1992 року; це перша країна, яка наклала таку заборону.

### Сполучені Штати
Станом на березень 2020 року Каліфорнія, Массачусетс, Вашингтон, Мічиган, Огайо та Род-Айленд прийняли закони, що забороняють використовувати батарейні клітки, а перші три додатково заборонили продаж яєць, вироблених у батарейних клітках. В Мічигані заборона на батарейні клітки та продаж яєць, що походять з кліток була прийнята в листопаді 2019 року, та набере чинності наприкінці 2024 року.
Уривок з Законопроєкту Каліфорнії 2 (2008) спрямований частково на зменшення або усунення проблем, пов'язаних із батарейними клітками, встановлюючи стандарт для простору відносно вільного руху та розмаху крил, а не розміру клітки.
Батарейні клітки також заборонені в Мічигані через законопроєкт 5127, прийнятий в 2009 році, який передбачає, що певні сільськогосподарські тварини повинні мати достатньо місця для того, щоб стояти, лягати, обертатися і розгинати кінцівки, а не утримуватися в крихітних клітках.
В Огайо діє мораторій на будівництво нових батарейних кліток станом на червень 2010 року.
Орегонський законопроєкт SB 805 також заборонив батарейні клітки та встановив перехід на покращені клітки, вдвічі збільшивши необхідний простір для однієї несучки. Цей закон послужив зразком національної угоди між Гуманним товариством США та Об'єднаними виробниками яєць.

## Проблеми добробуту
Існує кілька проблем добробуту щодо батарейної системи утримання тварин та господарювання. Вони представлені нижче у приблизному хронологічному порядку, у якому вони впливали б на курей.

### Вибракування курчат
Завдяки сучасному селективному розведенню різновид курей-несучок відрізняється від різновидів у м'ясопродукції. Півні у різновиді несучок не відкладають яйця і непридатні для виробництва м'яса, тому їх відбивають незабаром після визначення статі, часто в день вилуплення. Методи вибракування включають церквіальну дислокацію (перелом шиї), асфіксію діоксидом вуглецю та мацерацію (перемелювання) за допомогою високошвидкісної дробилки.
Групи захисників прав тварин використовували відео про те, як живих пташенят поміщають у мацератори (перемелювачі) як доказ жорстокості галузі виробництва яєць. Мацерація разом із вивихом шиї та асфіксія діоксидом вуглецю вважаються прийнятними методами евтаназії Американською ветеринарною медичною асоціацією. Споживачі також можуть бути нажахані смертю тварин, яких згодом не вживають у їжу.

### Обрізка дзьоба
Для зменшення шкідливих наслідків дзьобання пір'я, канібалізму та дзьобання клоаки, більшості пташенят, що потрапляють в батарейні клітки, підстригають дзьоби. Це часто виконується в перший день після вилуплення, одночасно з визначенням статі і отриманням щеплень. Обрізка дзьоба — це процедура, яку багато вчених вважають причиною гострого болю та страждань, пов'язаних з можливим хронічним болем; вона практикується на пташенятах всіх типів утримання, не тільки в батарейних клітках.

### Розмір клітки

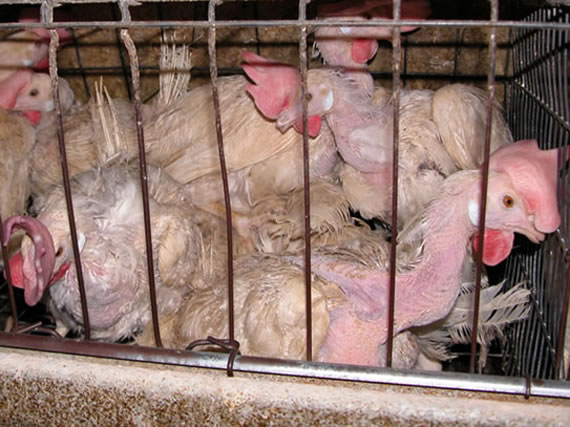
Батарейна клітка

Приблизно в 16-тижневому віці молодок (курей, які ще не почали відкладати яйця) поміщають у клітки. У країнах, що мають відповідне законодавство, площа підлоги для батарейних кліток становить від 300 см2 на птицю. Стандарти ЄС у 2003 р. передбачали не менше 550 см2 на курку. У США діюча рекомендація об'єднаних виробників яєць становить 67 до 86 дюйми2 (від 430 до 560см2) на одну птицю. Простір для кожної курки в батарейній клітці часто описується як менший за розмір аркуша паперу формату А4 (624 см2). Інші зауважили, що типова клітка має розмір ящика від шафи для документів та вміщує вісім-десять курей.
Дослідження поведінки курей показали, що при повороті вони використовують від 540 до 1006 см2, при розправлянні крил — від 653 до 1118 см2, коли махають крилами — від 860 по 1980 см2, коли розпушують пір'я — 676—1604  см2, коли чистять дзьобом пір'я — від 814 до 1240 см2, а при шкрябанні землі — від 540 до 1005 см2. Доступність площі розміром 550 лише см2 не дозволяє курам у батарейних клітках виконувати усі ці дії, не торкаючись іншої курки. Вчені з питань добробуту тварин критично ставляться до батарейних кліток через ці обмеження простору і загалом вважається, що кури страждають від нудьги і фрустрації, коли не в змозі виконувати ці дії. Просторове обмеження може призвести до різноманітних ненормальних поведінок, деякі з яких завдають шкоди самим курам або їх сусідкам по клітці.

### Маніпуляції з освітленням

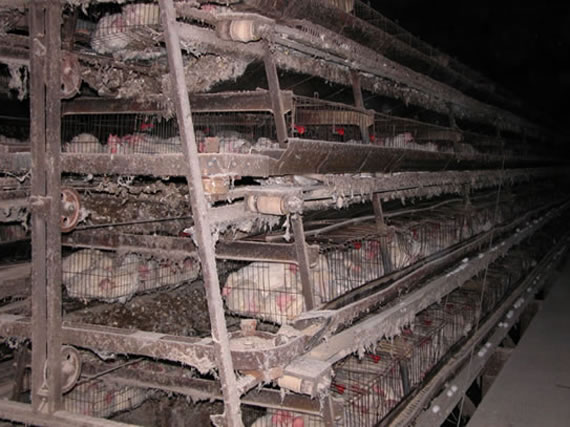
Батарейна клітка — зверніть увагу на низьку інтенсивність освітлення поза діапазоном спалаху камери

Для зменшення шкідливого впливу дзьобання пір'я, канібалізму та дзьобання клоаки у курей з батарейних кліток (та інших систем) часто утримують при низькій інтенсивності освітлення (наприклад, менше 10 люксів). Низька інтенсивність освітлення може бути пов'язана з витратами на добробут для курей, оскільки вони віддають перевагу харчуванню в умовах яскравого освітлення і обирають яскраво освітлені зон для активної поведінки, а тьмяні (менше 10 лк) — для неактивної поведінки. Приглушення світла також може спричинити проблеми тоді, коли інтенсивність різко збільшується для огляду курей; це пов'язують з фактором ризику посилення дзьобання пір'я, птахи також можуть злякатися, що призведе до панічної реакції («істерії»), яка може збільшити ризик травмування.
Перебуваючи в приміщенні, кури в батарейних клітках не бачать сонячного світла. Хоча немає наукових доказів того, що це погіршує добробут курей, деякі захисники тварин вважають це причиною для занепокоєння. Покращені клітки та деякі інші безкліткові системи у приміщенні також не дають можливості курам бачити природне світло протягом усього їхнього життя.

### Остеопороз
Кілька досліджень показали, що до кінця фази відкладання яєць (приблизно у 72-тижневому віці) поєднання високої потреби в кальцію для вироблення яєць та недостатньої фізичної активності може призвести до остеопорозу. Це може відбуватися у всіх системах утримання курей-несучок, але особливо поширене в системах батарейних кліток, де його іноді називають «остеопороз несучок в клітках». Остеопороз призводить до того, що скелет стає крихким і підвищується ризик переломів кісток, особливо ніг і кільової кістки. Переломи можуть виникати, поки кури знаходяться в клітці, і вони зазвичай виявляються при депопуляції (забої) як старі, загоєні переломи, або ж це свіжі переломи, які відбулися в процесі депопуляції. Одне дослідження показало, що у 24,6 % курей із батарейних кліток відбулися недавні переломи кіля, тоді як кури в покращених клітках, сараях та на вільному вигулі мали 3,6 %, 1,2 % та 1,3 % відповідно. Однак кури з батарейних кліток мали менше старих переломів (17,7 %) порівняно з курами в сараї (69,1 %), на вільному вигулі (59,8 %) та в покращених клітках (31,7 %).

### Примусова линька
Стадо курей іноді, замість того, щоб забивати, примушують линяти, щоб активізувати відкладання яєць. Це передбачає повне позбавлення їжі (а іноді і води) протягом 7 — 14 днів або достатньо довго, щоб призвести до втрати маси тіла на 25 — 35 %. Це стимулює втрату пір'я у курей, але також активізує вироблення яєць. Деякі стада можуть примусово линяти по кілька разів. У 2003 році понад 75 % усіх стад курей у США примусово линяли. Це тимчасове голодування курей розглядається як негуманне і є головним аргументом критиків та противників практики. Альтернативою примусової линьки, яка найчастіше використовується, є забій курей.

## Поліпшення добробуту для курей-несучок
Науковий Ветеринарний Комітет Європейської Комісії заявив, що «доведено, що покращені клітки та добре розроблені безкліткові системи мають низку переваг у плані добробуту перед батарейними системами». Прихильники батарейних кліток стверджують, що альтернативні системи, такі як вільний вигул, також мають проблеми щодо добробуту, такі як збільшення випадків канібалізму, дзьобання пір'я та клоаки. Нещодавній огляд добробуту в батарейних клітках вказував на те, що такого роду негаразди виникають через проблеми в організації роботи, на відміну від проблем поведінкової депривації, які притаманні самій системі, що тримає курей у таких тісних та скрутних умовах. Виробники яєць вільного вигулу можуть обмежувати або і повністю виключати згубні дзьобання, особливо дзьобання пір'я, за допомогою таких стратегій, як забезпечення збагачення навколишнього середовища, згодовування корму замість гранул, утримання півнів разом з курками та влаштування гніздових ящиків, щоб кури не могли сховатись; подібні стратегії складні для реалізації або неможливі в батарейних клітках.